# Lista episoadelor din Urzeala tronurilor

Sigla serialului

Aceasta este o listă de episoade ale serialului Urzeala tronurilor, serial produs de HBO pe baza scrierilor lui George R. R. Martin:

## Prezentare generală
| Sezonul | Sezonul | Episoade | Episoade | Premiera TV      | Premiera TV       | Lansare pe DVD și Blu-ray | Lansare pe DVD și Blu-ray | Lansare pe DVD și Blu-ray |
| Sezonul | Sezonul | Episoade | Episoade | Prima transmisie | Ultima transmisie | Regiunea 1                | Regiunea 2                | Regiunea 4                |
| ------- | ------- | -------- | -------- | ---------------- | ----------------- | ------------------------- | ------------------------- | ------------------------- |
|         | 1       | 10       | 10       | 17 aprilie 2011  | 19 iunie 2011     | 6 martie 2012             | 5 martie 2012             | 10 august 2012            |
|         | 2       | 10       | 10       | 1 aprilie 2012   | 3 iunie 2012      | 19 februarie 2013         | 4 martie 2013             | 6 martie 2013             |
|         | 3       | 10       | 10       | 31 martie 2013   | 9 iunie 2013      | 18 februarie 2014         | 17 februarie 2014         | 19 februarie 2014         |
|         | 4       | 10       | 10       | 6 aprilie 2014   | 15 iunie 2014     | 17 februarie 2015         | 16 februarie 2015         | 18 februarie 2015         |
|         | 5       | 10       | 10       | 12 aprilie 2015  | 14 iunie 2015     | 15 martie 2016            | 14 martie 2016            | 16 martie 2016            |
|         | 6       | 10       | 10       | 24 aprilie 2016  | 26 iunie 2016     | 15 noiembrie 2016         | 14 noiembrie 2016         | 16 noiembrie 2016         |
|         | 7       | 7        | 7        | 16 iulie 2017    | 27 august 2017    | 12 decembrie 2017         | 14 decembrie 2017         | 11 decembrie 2017         |
|         | 8       | 6        | 6        | 14 aprilie 2019  | 19 mai 2019       | 3 decembrie 2019          | 2 decembrie 2019          | 4 decembrie 2019          |

## Sezonul 1 (2011)
| Nr. în serial | Nr. în sezon | Titlu                                                                           | Regizat de     | Scris de                                                                                  | Data difuzării  | SUA telespectatori (milioane) |
| ------------- | ------------ | ------------------------------------------------------------------------------- | -------------- | ----------------------------------------------------------------------------------------- | --------------- | ----------------------------- |
| 1             | 1            | „Iarna se apropie” „Winter Is Coming”                                           | Tim Van Patten | David Benioff & D. B. Weiss                                                               | 17 aprilie 2011 | 2,22                          |
| 2             | 2            | „Drumul regelui” „The Kingsroad”                                                | Tim Van Patten | David Benioff & D. B. Weiss                                                               | 24 aprilie 2011 | 2,20                          |
| 3             | 3            | „Lordul Snow” „Lord Snow”                                                       | Brian Kirk     | David Benioff & D. B. Weiss                                                               | 1 mai 2011      | 2,44                          |
| 4             | 4            | „Infirmi, bastarzi și lucruri stricate” „Cripples, Bastards, and Broken Things” | Brian Kirk     | Bryan Cogman                                                                              | 8 mai 2011      | 2,45                          |
| 5             | 5            | „Lupul și leul” „The Wolf and the Lion”                                         | Brian Kirk     | David Benioff & D. B. Weiss                                                               | 15 mai 2011     | 2,58                          |
| 6             | 6            | „Coroana de aur” „A Golden Crown”                                               | Daniel Minahan | Poveste: David Benioff & D. B. Weiss Scenariu: Jane Espenson, David Benioff & D. B. Weiss | 22 mai 2011     | 2,44                          |
| 7             | 7            | „Câștigi sau pieri” „You Win or You Die”                                        | Daniel Minahan | David Benioff & D. B. Weiss                                                               | 29 mai 2011     | 2,40                          |
| 8             | 8            | „Un dușman străvechi” „The Pointy End”                                          | Daniel Minahan | George R. R. Martin                                                                       | 5 iunie 2011    | 2,72                          |
| 9             | 9            | „Baelor”                                                                        | Alan Taylor    | David Benioff & D. B. Weiss                                                               | 12 iunie 2011   | 2,66                          |
| 10            | 10           | „Foc și sânge” „Fire and Blood”                                                 | Alan Taylor    | David Benioff & D. B. Weiss                                                               | 19 iunie 2011   | 3,04                          |

## Sezonul 2 (2012)
Pe 19 aprilie 2011, după premiera sezonului I, HBO a anunțat că va fi realizat și sezonul al II-lea.
| Nr. în serial | Nr. în sezon | Titlu                                               | Regizat de     | Scris de                    | Data difuzării  | SUA telespectatori (milioane) |
| ------------- | ------------ | --------------------------------------------------- | -------------- | --------------------------- | --------------- | ----------------------------- |
| 11            | 1            | „Nordul își amintește” „The North Remembers”        | Alan Taylor    | David Benioff & D. B. Weiss | 1 aprilie 2012  | 3,86                          |
| 12            | 2            | „Moartea” „The Night Lands”                         | Alan Taylor    | David Benioff & D. B. Weiss | 8 aprilie 2012  | 3,76                          |
| 13            | 3            | „Viclenie” „What Is Dead May Never Die”             | Alik Sakharov  | Bryan Cogman                | 15 aprilie 2012 | 3,77                          |
| 14            | 4            | „Grădina oaselor” „Garden of Bones”                 | David Petrarca | Vanessa Taylor              | 22 aprilie 2012 | 3,65                          |
| 15            | 5            | „Fantoma de la Harrenhal” „The Ghost of Harrenhal”  | David Petrarca | David Benioff & D. B. Weiss | 29 aprilie 2012 | 3,90                          |
| 16            | 6            | „Zeii vechi și noi” „The Old Gods and the New”      | David Nutter   | Vanessa Taylor              | 6 mai 2012      | 3,88                          |
| 17            | 7            | „Un bărbat fără onoare” „A Man Without Honor”       | David Nutter   | David Benioff & D. B. Weiss | 13 mai 2012     | 3,69                          |
| 18            | 8            | „Prințul din Winterfell” „The Prince of Winterfell” | Alan Taylor    | David Benioff & D. B. Weiss | 20 mai 2012     | 3,86                          |
| 19            | 9            | „Bătălia” „Blackwater”                              | Neil Marshall  | George R. R. Martin         | 27 mai 2012     | 3,38                          |
| 20            | 10           | „Valar Morghulis”                                   | Alan Taylor    | David Benioff & D. B. Weiss | 3 iunie 2012    | 4,20                          |

## Sezonul 3 (2013)
La 11 aprilie 2012 HBO a anunțat că va fi realizat și sezonul al III-lea pe baza romanului Iureșul săbiilor, acesta având premiera la 31 martie 2013.
| Nr. în serial | Nr. în sezon | Titlu                                                       | Regizat de        | Scris de                    | Data difuzării  | SUA telespectatori (milioane) |
| ------------- | ------------ | ----------------------------------------------------------- | ----------------- | --------------------------- | --------------- | ----------------------------- |
| 21            | 1            | „Valar Dohaeris”                                            | Daniel Minahan    | David Benioff & D. B. Weiss | 31 martie 2013  | 4,37                          |
| 22            | 2            | „Aripi negre, vorbe negre” „Dark Wings, Dark Words”         | Daniel Minahan    | Vanessa Taylor              | 7 aprilie 2013  | 4,27                          |
| 23            | 3            | „Drumul supliciului” „Walk of Punishment”                   | David Benioff     | David Benioff & D. B. Weiss | 14 aprilie 2013 | 4,72                          |
| 24            | 4            | „Sfârșitul rondului” „And Now His Watch Is Ended”           | Alex Graves       | David Benioff & D. B. Weiss | 21 aprilie 2013 | 4,87                          |
| 25            | 5            | „Sărutul focului” „Kissed by Fire”                          | Alex Graves       | Bryan Cogman                | 28 aprilie 2013 | 5,35                          |
| 26            | 6            | „Urcușul” „The Climb”                                       | Alik Sakharov     | David Benioff & D. B. Weiss | 5 mai 2013      | 5,50                          |
| 27            | 7            | „Ursul și frumoasa fecioară” „The Bear and the Maiden Fair” | Michelle MacLaren | George R. R. Martin         | 12 mai 2013     | 4,84                          |
| 28            | 8            | „Fiii secunzi” „Second Sons”                                | Michelle MacLaren | David Benioff & D. B. Weiss | 19 mai 2013     | 5,13                          |
| 29            | 9            | „Ploile din Castamere” „The Rains of Castamere”             | David Nutter      | David Benioff & D. B. Weiss | 2 iunie 2013    | 5,22                          |
| 30            | 10           | „Mama” „Mhysa”                                              | David Nutter      | David Benioff & D. B. Weiss | 9 iunie 2013    | 5,39                          |

## Sezonul 4 (2014)
| Nr. în serial | Nr. în sezon | Titlu                                                       | Regizat de        | Scris de                    | Data difuzării  | SUA telespectatori (milioane) |
| ------------- | ------------ | ----------------------------------------------------------- | ----------------- | --------------------------- | --------------- | ----------------------------- |
| 31            | 1            | „Două săbii” „Two Swords”                                   | D. B. Weiss       | David Benioff & D. B. Weiss | 6 aprilie 2014  | 6,64                          |
| 32            | 2            | „Leul și trandafirul” „The Lion and the Rose”               | Alex Graves       | George R. R. Martin         | 13 aprilie 2014 | 6,31                          |
| 33            | 3            | „Eliberatoarea” „Breaker of Chains”                         | Alex Graves       | David Benioff & D. B. Weiss | 20 aprilie 2014 | 6,59                          |
| 34            | 4            | „Jurământul” „Oathkeeper”                                   | Michelle MacLaren | Bryan Cogman                | 27 aprilie 2014 | 6,95                          |
| 35            | 5            | „Primul pe numele său” „First of His Name”                  | Michelle MacLaren | David Benioff & D. B. Weiss | 4 mai 2014      | 7,16                          |
| 36            | 6            | „Legile zeilor și ale oamenilor” „The Laws of Gods and Men” | Alik Sakharov     | Bryan Cogman                | 11 mai 2014     | 6,40                          |
| 37            | 7            | „Mierla” „Mockingbird”                                      | Alik Sakharov     | David Benioff & D. B. Weiss | 18 mai 2014     | 7,20                          |
| 38            | 8            | „Muntele și Vipera” „The Mountain and the Viper”            | Alex Graves       | David Benioff & D. B. Weiss | 1 iunie 2014    | 7,17                          |
| 39            | 9            | „Străjerii” „The Watchers on the Wall”                      | Neil Marshall     | David Benioff & D. B. Weiss | 8 iunie 2014    | 6,95                          |
| 40            | 10           | „Copiii” „The Children”                                     | Alex Graves       | David Benioff & D. B. Weiss | 15 iunie 2014   | 7,09                          |

## Sezonul 5 (2015)
| Nr. în serial | Nr. în sezon | Titlu                                                         | Regizat de       | Scris de                    | Data difuzării  | SUA telespectatori (milioane) |
| ------------- | ------------ | ------------------------------------------------------------- | ---------------- | --------------------------- | --------------- | ----------------------------- |
| 41            | 1            | „Următoarele războaie” „The Wars to Come”                     | Michael Slovis   | David Benioff & D. B. Weiss | 12 aprilie 2015 | 8,00                          |
| 42            | 2            | „Casa în alb și negru” „The House of Black and White”         | Michael Slovis   | David Benioff & D. B. Weiss | 19 aprilie 2015 | 6,81                          |
| 43            | 3            | „Înalta Vrabie” „High Sparrow”                                | Mark Mylod       | David Benioff & D. B. Weiss | 26 aprilie 2015 | 6,71                          |
| 44            | 4            | „Fiii Harpiei” „Sons of the Harpy”                            | Mark Mylod       | Dave Hill                   | 3 mai 2015      | 6,82                          |
| 45            | 5            | „Omoară-l pe băiat” „Kill the Boy”                            | Jeremy Podeswa   | Bryan Cogman                | 10 mai 2015     | 6,56                          |
| 46            | 6            | „Neplecat, Neînfrânt, Nesfărâmat” „Unbowed, Unbent, Unbroken” | Jeremy Podeswa   | Bryan Cogman                | 17 mai 2015     | 6,24                          |
| 47            | 7            | „Darul” „The Gift”                                            | Miguel Sapochnik | David Benioff & D. B. Weiss | 24 mai 2015     | 5,40                          |
| 48            | 8            | „Sălașul Aspru” „Hardhome”                                    | Miguel Sapochnik | David Benioff & D. B. Weiss | 31 mai 2015     | 7,01                          |
| 49            | 9            | „Dansul Dragonilor” „The Dance of Dragons”                    | David Nutter     | David Benioff & D. B. Weiss | 7 iunie 2015    | 7,14                          |
| 50            | 10           | „Îndurarea Mamei” „Mother's Mercy”                            | David Nutter     | David Benioff & D. B. Weiss | 14 iunie 2015   | 8,11                          |

## Sezonul 6 (2016)
| Nr. în serial | Nr. în sezon | Titlu                                          | Regizat de       | Scris de                    | Data difuzării  | SUA telespectatori (milioane) |
| ------------- | ------------ | ---------------------------------------------- | ---------------- | --------------------------- | --------------- | ----------------------------- |
| 51            | 1            | „Femeia roșie” „The Red Woman”                 | Jeremy Podeswa   | David Benioff & D. B. Weiss | 24 aprilie 2016 | 7,94                          |
| 52            | 2            | „Acasă” „Home”                                 | Jeremy Podeswa   | Dave Hill                   | 1 mai 2016      | 7,29                          |
| 53            | 3            | „Jurământ încălcat” „Oathbreaker”              | Daniel Sackheim  | David Benioff & D. B. Weiss | 8 mai 2016      | 7,28                          |
| 54            | 4            | „Cartea străinului” „Book of the Stranger”     | Daniel Sackheim  | David Benioff & D. B. Weiss | 15 mai 2016     | 7,82                          |
| 55            | 5            | „Ușa” „The Door”                               | Jack Bender      | David Benioff & D. B. Weiss | 22 mai 2016     | 7,89                          |
| 56            | 6            | „Sânge din sângele meu” „Blood of My Blood”    | Jack Bender      | Bryan Cogman                | 29 mai 2016     | 6,71                          |
| 57            | 7            | „Omul distrus” „The Broken Man”                | Mark Mylod       | Bryan Cogman                | 5 iunie 2016    | 7,80                          |
| 58            | 8            | „Nimeni” „No One”                              | Mark Mylod       | David Benioff & D. B. Weiss | 12 iunie 2016   | 7,60                          |
| 59            | 9            | „Bătălia bastarzilor” „Battle of the Bastards” | Miguel Sapochnik | David Benioff & D. B. Weiss | 19 iunie 2016   | 7,66                          |
| 60            | 10           | „Vânturile iernii” „The Winds of Winter”       | Miguel Sapochnik | David Benioff & D. B. Weiss | 26 iunie 2016   | 8,89                          |

## Sezonul 7 (2017)
| Nr. în serial | Nr. în sezon | Titlu                                         | Regizat de     | Scris de                    | Data difuzării | SUA telespectatori (milioane) |
| ------------- | ------------ | --------------------------------------------- | -------------- | --------------------------- | -------------- | ----------------------------- |
| 61            | 1            | „Piatra Dragonului” „Dragonstone”             | Jeremy Podeswa | David Benioff & D. B. Weiss | 16 iulie 2017  | 10,11                         |
| 62            | 2            | „Născută din Furtună” „Stormborn”             | Mark Mylod     | Bryan Cogman                | 23 iulie 2017  | 9,27                          |
| 63            | 3            | „Dreptatea reginei” „The Queen's Justice”     | Mark Mylod     | David Benioff & D. B. Weiss | 30 iulie 2017  | 9,25                          |
| 64            | 4            | „Pradă de război” „The Spoils of War”         | Matt Shakman   | David Benioff & D. B. Weiss | 6 august 2017  | 10,17                         |
| 65            | 5            | „Rondul de Est” „Eastwatch”                   | Matt Shakman   | Dave Hill                   | 13 august 2017 | 10,72                         |
| 66            | 6            | „Dincolo de Zid” „Beyond the Wall”            | Alan Taylor    | David Benioff & D. B. Weiss | 20 august 2017 | 10,24                         |
| 67            | 7            | „Dragonul și Lupul” „The Dragon and the Wolf” | Jeremy Podeswa | David Benioff & D. B. Weiss | 27 august 2017 | 12,10                         |

## Sezonul 8 (2019)
Cel de-al optulea și ultimul sezon al dramei fantastice televizat Urzeala Tronurilor anunțat de către HBO a avut premiera mondială la 14 aprilie 2019 (la 15 aprilie în România) Spre deosebire de primele șase sezoane care au avut fiecare câte zece episoade și al șaptelea , care a avut șapte episoade, cel de-al optulea sezon va avea doar șase episoade. Ca sezonul precedent, în mare măsură va consta în conținut original ce nu este găsit în prezent, în seria lui George R. R. Martin, Un Cântec de Gheață și Foc, ci în schimb va adapta materialul pe care Martin l-a dezvăluit producători de seriale despre viitoarele romane din serie, Aripile Iernii și Un Vis de Primăvară.
Sezonul este adaptat pentru televiziune de David Benioff și D. B. Weiss. Filmarea a început în mod oficial pe 23 octombrie 2017.  
Ultimul episod al sezonului și al seriei, "The Iron Throne", a avut premiera la 19 mai 2019.

## Episoade
| Nr. în serial | Nr. în sezon | Titlu                                                            | Regizat de                  | Scris de                    | Data difuzării  | SUA telespectatori (milioane) |
| ------------- | ------------ | ---------------------------------------------------------------- | --------------------------- | --------------------------- | --------------- | ----------------------------- |
| 68            | 1            | „Winterfell”                                                     | David Nutter                | Dave Hill                   | 14 aprilie 2019 | 11,76                         |
| 69            | 2            | „Cavaler al Celor Șapte Regate” „A Knight of the Seven Kingdoms” | David Nutter                | Bryan Cogman                | 21 aprilie 2019 | 10,29                         |
| 70            | 3            | „Noaptea lungă” „The Long Night”                                 | Miguel Sapochnik            | David Benioff & D. B. Weiss | 28 aprilie 2019 | 12,02                         |
| 71            | 4            | „Ultimii membri ai familiei Stark” „The Last of the Starks”      | David Nutter                | David Benioff & D. B. Weiss | 5 mai 2019      | 11,80                         |
| 72            | 5            | „Clopotele” „The Bells”                                          | Miguel Sapochnik            | David Benioff & D. B. Weiss | 12 mai 2019     | 12,48                         |
| 73            | 6            | „Tronul de Fier” „The Iron Throne”                               | David Benioff & D. B. Weiss | David Benioff & D. B. Weiss | 19 mai 2019     | 13,61                         |

## Distribuție

### Personaje principale
- Peter Dinklage ca Tyrion Lannister[183]
- Nikolaj Coster-Waldau ca Jaime Lannister
- Lena Headey ca Cersei Lannister
- Emilia Clarke ca Daenerys Targaryen
- Kit Harington ca Jon Snow
- Liam Cunningham ca Davos Seaworth[184]
- Sophie Turner ca Sansa Stark[185]
- Maisie Williams ca Arya Stark[186]
- Nathalie Emmanuel ca Missandei[187]
- Gwendoline Christie ca Brienne of Tarth
- John Bradley ca Samwell Tarly[188]
- Isaac Hempstead Wright ca Bran Stark[189]
- Rory McCann ca Sandor "The Hound" Clegane[190]
- Iain Glen ca Jorah Mormont[191]
- Conleth Hill ca Varys[192]
- Carice van Houten ca Melisandre[193]
- Jerome Flynn ca Bronn[194]
- Joe Dempsie ca Gendry[195]

### Personaje secundare
- Ben Crompton ca Eddison Tollett[196]
- Hafþór Júlíus Björnsson ca Gregor Clegane.[197]
- Jacob Anderson ca Viermele Gri
- Rupert Vansittart ca Yohn Royce
- Marc Rissmann ca Harry Strickland[198]

## Producție

### Echipa
Creatorii seriei și producătorii executivi David Benioff și D. B. Weiss vor fi producătorii serialului pentru cel de-al optulea sezon. Directorii pentru cel de-al optulea sezon, au fost anunțați în septembrie 2017. Miguel Sapochnik, care anterior a regizat "Darul" și "Sălașul Aspru" în sezonul 5, precum și "Bătălia Ticăloșilor" și "Aripile Iernii" în sezonul 6, va reveni ca director. El va împărți directarea primelor cinci episoade cu David Nutter, care a regizat două episoade în sezoane doi, trei și cinci. Ultimul episod din serial va fi regizat de Benioff și Weiss, care anterior au regizat câte un episod fiecare.
In timpul spectacolului sud-Sud-Vest de pe 12 martie 2017, Benioff și Weiss au anunțat că scriitori serialului vor fi Dave Hill (episodul 1) și Bryan Cogman (episodul 2). Moderatorii de spectacole vor împărți pe urmă scenariul pentru cele patru episoade rămase între ei.

### Scrierea
Scrierea pentru cel de-al optulea sezon a început cu un contur de 140 de pagini. Benioff a declarat că împarțirea procesului de scriere și cine ar trebui să scrie ce secțiune a devenit mai dificilă, dat fiind că "asta ar fi ultima oară când vom mai face asta".

### Filmare
Într-un interviu acordat Entertainment Weekly, președintele programului HBO Casey Bloys a declarat că, în loc ca finalul seriei să fie o caracteristică de film, ultimul sezon ar fi un film "six one-hour" la televizor. El a continuat, "spectacolul a dovedit că Televizororul este la fel de impresionant și, în multe cazuri mai mult, decât filmul. Ceea ce fac ei este monumental". Filmările au început oficial pe 23 octombrie 2017.
Co-creatorii David Benioff și D. B. Weiss au spus că al șaptelea și al optulea sezon ar putea consta din mai puține episoade, care să ateste că, după sezonul șase, au juns "în final la 13 episoade după acest sezon. Ne îndreptăm în ultimul tur." Benioff și Weiss au declarat că au fost în imposibilitatea de a produce 10 episoade din emisiunea obisnuite de la 12 la 14 luni, cum Weiss a spus, "Trecere dintr-un program de televiziune în mai mult de un mid-range program de film." HBO a confirmat în iulie 2016, că cel de-al șaptelea sezon va fi format din șapte episoade, și premiera va fi mai târziu decât de obicei la mijlocul anului 2017, din cauza programului de filmare întârziat. Benioff și Weiss mai târziu a confirmat că cel de-al optulea sezon va fi format din șase episoade, și este de așteptat să debuteze pe ecran mai târziu decât de obicei pentru același motiv.
Benioff și Weiss au vorbit despre sfârșitul spectacolului, spunând, "De la început am vrut să spunen un film de 70 de ore. Se va dovedi a fi un film de 73 de ore, dar a rămas relativ la fel având început, mijloc și acum ne apropiem de final. Ar fi fost foarte greu dacă ne-am fi pierdut oricare membri de bază de-a lungul drumului, eu sunt foarte fericit că i-am ținut pe toți și ne-am apucat să terminăm așa cum ne dorim."Sezonului este programat pentru difuzare 2019".

### Muzica
Ramin Djawadi este setat pentru a reveni ca compozitor al spectacolului pentru cel de-al optulea sezon.

## Audiență
| Sezon | Sezon | Ep. 1 | Ep. 2 | Ep. 3 | Ep. 4 | Ep. 5 | Ep. 6 | Ep. 7 | Ep. 8 | Ep. 9 | Ep. 10 | Medie |
| ----- | ----- | ----- | ----- | ----- | ----- | ----- | ----- | ----- | ----- | ----- | ------ | ----- |
|       | 1     | 2,22  | 2,20  | 2,44  | 2,45  | 2,58  | 2,44  | 2,40  | 2,72  | 2,66  | 3,04   | 2,52  |
|       | 2     | 3,86  | 3,76  | 3,77  | 3,65  | 3,90  | 3,88  | 3,69  | 3,86  | 3,38  | 4,20   | 3,80  |
|       | 3     | 4,37  | 4,27  | 4,72  | 4,87  | 5,35  | 5,50  | 4,84  | 5,13  | 5,22  | 5,39   | 4,97  |
|       | 4     | 6,64  | 6,31  | 6,59  | 6,95  | 7,16  | 6,40  | 7,20  | 7,17  | 6,95  | 7,09   | 6,84  |
|       | 5     | 8,00  | 6,81  | 6,71  | 6,82  | 6,56  | 6,24  | 5,40  | 7,01  | 7,14  | 8,11   | 6,88  |
|       | 6     | 7,94  | 7,29  | 7,28  | 7,82  | 7,89  | 6,71  | 7,80  | 7,60  | 7,66  | 8,89   | 7,69  |
|       | 7     | 10,11 | 9,27  | 9,25  | 10,17 | 10,72 | 10,24 | 12,10 | —     | —     | —      | 10,26 |
|       | 8     | 11,76 | 10,29 | 12,02 | 11,80 | 12,48 | 13,61 | —     | —     | —     | —      | 11,99 |